# Голештиј де Сус (Вранча)
Голештиј де Сус (рум. Goleștii de Sus) насеље је у Румунији у округу Вранча у општини Котешти. Oпштина се налази на надморској висини од 124 m.

## Становништво
Према подацима из 2002. године у насељу је живело 393 становника, од којих су сви румунске националности.